# Naturschutzgebiet Reppeliner Bachtal
Koordinaten: 54° 3′ 59,4″ N, 12° 27′ 16,2″ O

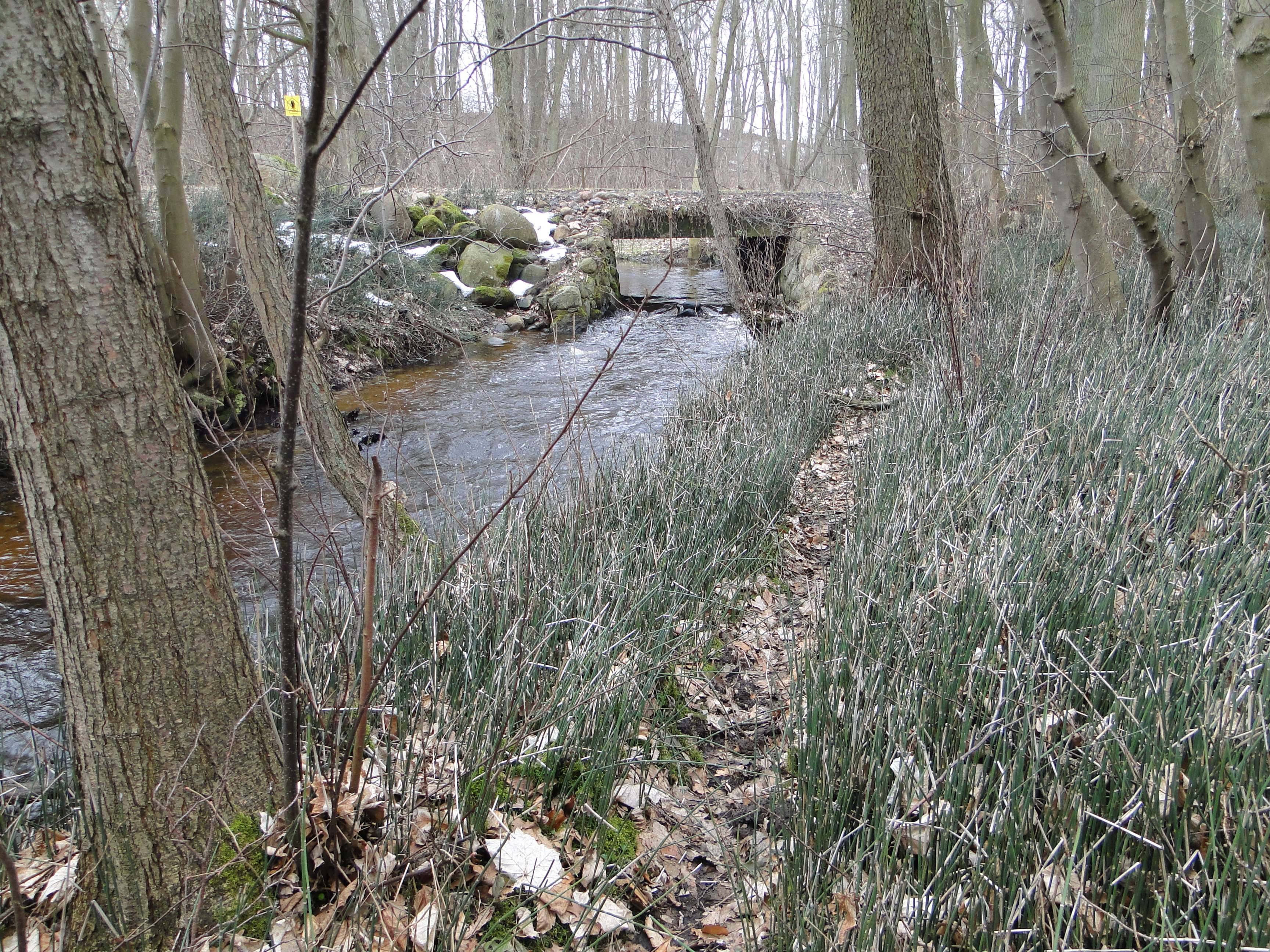
Blick in das NSG

Das Naturschutzgebiet Reppeliner Bachtal ist ein 70 Hektar großes Naturschutzgebiet in Mecklenburg-Vorpommern drei Kilometer nördlich von Tessin. Die Unterschutzstellung erfolgte am 28. September 1990 mit dem Zweck, ein überwiegend naturbelassenes Seitental der Recknitz zu schützen und zu entwickeln.
Der aktuelle Gebietszustand wird als befriedigend eingeschätzt, da Nährstoffeinträge und Querbauwerke sich negativ auf die Flora und Fauna des Bachs auswirken. Bis auf einen Weg bei Stormstorf existieren keine öffentlichen Wege im Schutzgebiet.

## Geschichte
Das Reppeliner Bachtal liegt eingebettet in eine eiszeitlich entstandene Grundmoränenfläche, die durch Moore, Sölle und Bachläufe reich gegliedert ist. Eingestreut in den Bach liegen größere frei gewaschene Steine. Im Mittelalter wurde der schnell fließende Bach zum Betrieb von Wassermühlen genutzt. Die südlich gelegene Wolfsberger Mühle war bis 1930 in Betrieb. Nach einem Feuer wurde am gleichen Standort zu DDR-Zeiten ein Ferienobjekt gebaut, welches bis in die 1970er Jahre die Wasserkraft zur Stromerzeugung nutzte. Querbauwerke aus dieser Zeit finden sich noch heute. Der umgebende Wald wird nur gering forstlich bewirtschaftet.

## Pflanzen- und Tierwelt
Bachbegleitend wachsen Erlen- und Eschenwälder. Der Bach selbst ist von Quellfluren mit Bitterem Schaumkraut, Milzkraut und Winterschachtelhalm gesäumt. Flachgründige Versumpfungsmoore beherbergen zahlreiche seltene Moosarten. Bis in die 1980er Jahre wurden im Gewässer zahlreiche Fischarten nachgewiesen, darunter Bach- und Regenbogenforelle, Aal, Schlei, Aland, Plötze, Barsch und Bachneunauge. Das direkte Einleiten von Gülle führte zum Aussterben dieser Arten, sodass aktuell nur Stichling, Merle und Moderlieschen vertreten sind. Brutvögel im Gebiet sind Eisvogel und Gebirgsstelze. Der Fischotter lebt im Reppeliner Bachtal.